# Conger cinereus
Conger cinereus — риба родини Конгерових (Congridae), що поширена в Індо-Пацифіці від Червоного моря й східної Африки до Маркізьких островів і острова Пасхи, на північ до південної Японії та острова Огасавара, на південь до північної Австралії та острова Лорд-Хау. Живе на глибині до 80 м, сягає 1,3 м завдовжки.